# Loriotplatz

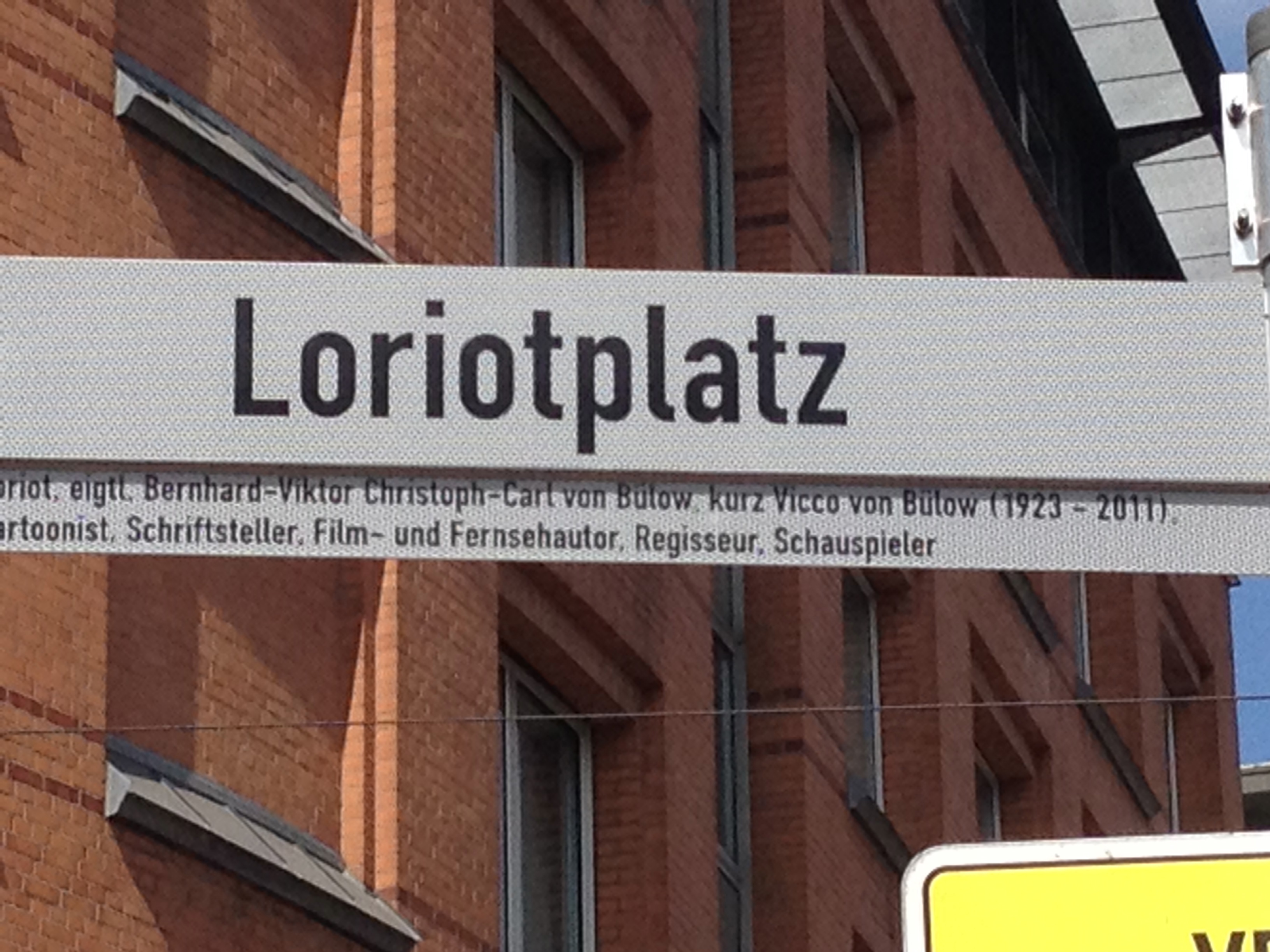
Straßenschild mit kurzer Beschreibung des Namensgebers Loriot

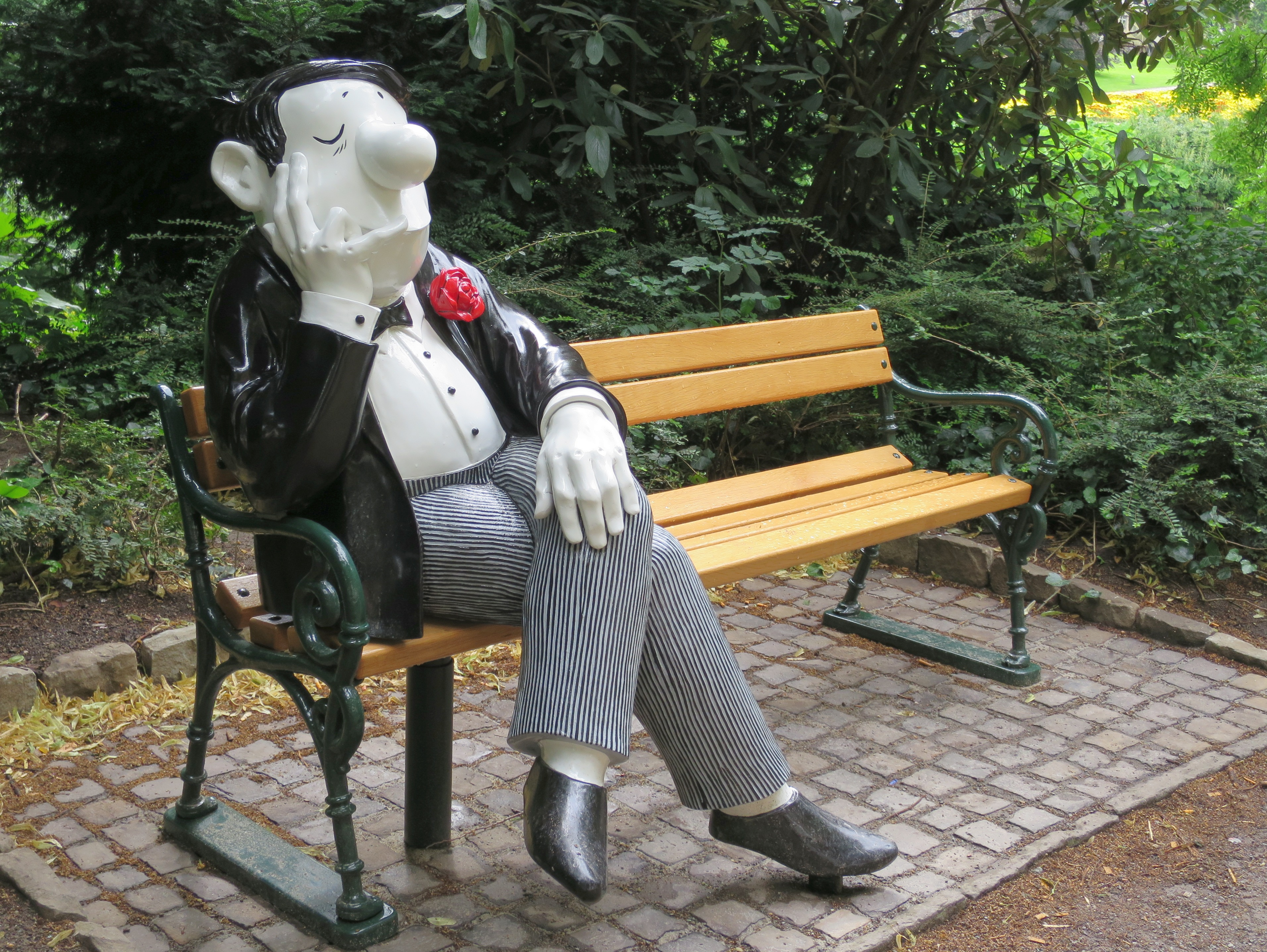
Parkbank mit Sitzfigur

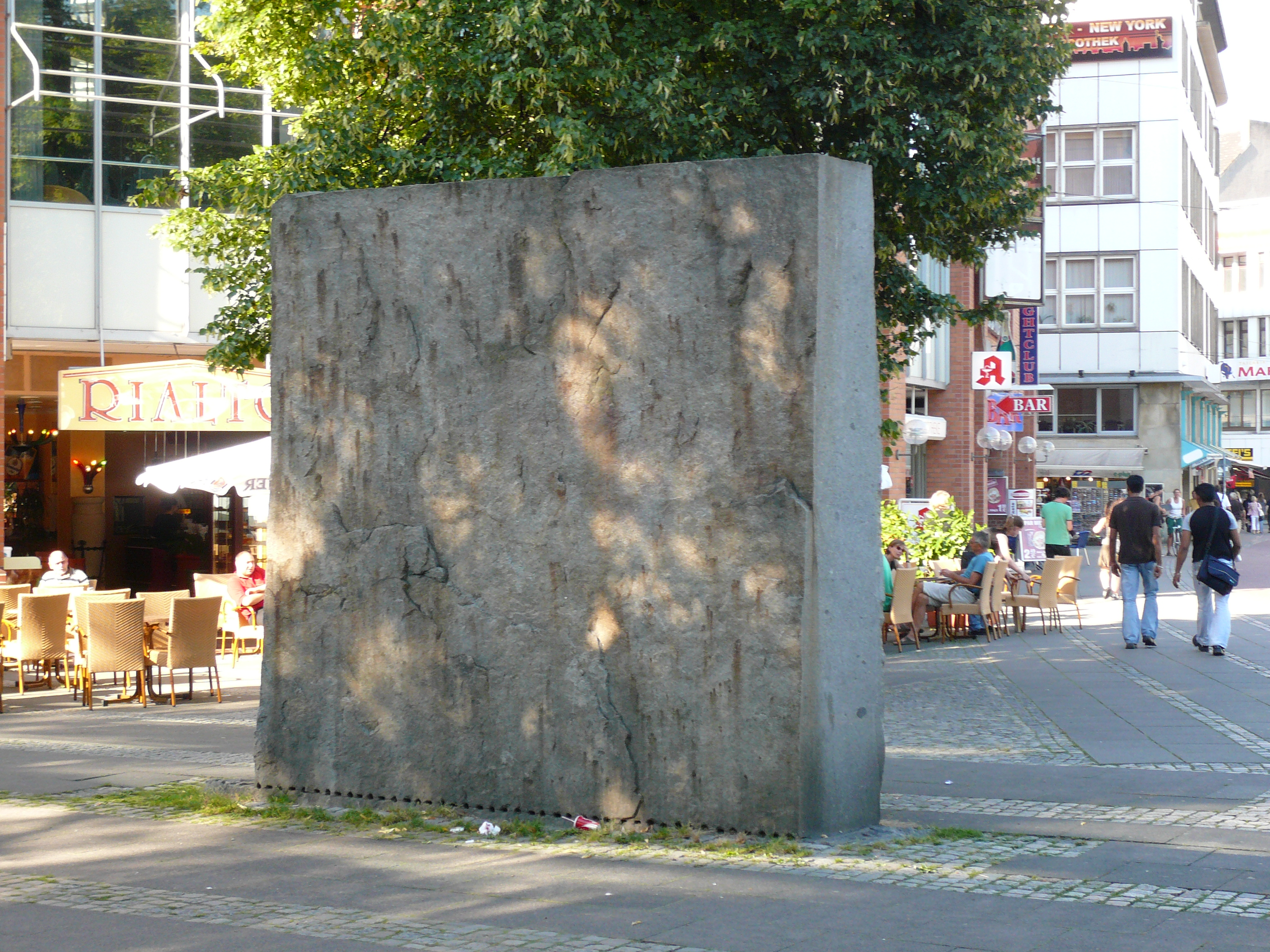
Ulrich Rückriem, Documenta 2 – Aus dem Museum des Steins (1988)

Der Loriotplatz  ist ein Platz in Bremen, der dem deutschen Humoristen Loriot, bürgerlich Vicco von Bülow, gewidmet ist. Er erlangte mit seinen bei Radio Bremen produzierten Sketchen Berühmtheit.
Der Loriotplatz befindet sich im Straßenzug Contrescarpe direkt an den Bremer Wallanlagen. Er grenzt an den Hillmannplatz und den Herdentorsteinweg. Der Platz wurde am 26. Juni 2013 im Beisein seiner beiden Töchter Susanne und Bettina von Bülow eingeweiht.

## Geschichte
Nach dem Tod von Vicco von Bülow im August 2011 regte die SPD-Fraktion an, einen öffentlichen Ort in Bremen – etwa eine Straße oder einen Platz – nach ihm zu benennen. Es kursierten zahlreiche Vorschläge, u. a. den Parkplatz vor dem Radio-Bremen-Funkhaus wegen dem unmittelbarer Bezug zu Loriots Arbeit dort. Außerdem wurden Plätze in Huchting und Osterholz genannt, letzterer nahe dem alten Radio Bremen Funkhaus, wo viele seiner Sketche gedreht wurden. Ein weiterer Vorschlag erfolgte durch die Grünen, die die Bürgermeister-Smidt-Brücke umbenennen wollten. Vor allem der Parkplatz-Vorschlag vor Radio Bremen stieß bei Loriots Töchter auf heftige Kritik. Sie zeigten sich entsetzt und Tochter Susanne von Bülow reiste sogar mehrfach nach Bremen, um ihre Bedenken zu äußern. Die Suche nach einem geeigneten Ort in Bremen geriet bundesweit in die Medien. Sie sprachen von einer Posse und machten sich über die Ortssuche lustig. Im Sommer 2012 durften Loriots Töchter zwischen mehreren vorgeschlagenen Orten wählen und entschieden sich für einen belebten, grünen Ort nahe den Bremer Wallanlagen, der direkt neben Loriots Lieblingsbistro Grashoff liegt. Dort saß er oft, um die vorbei laufenden Leute zu beobachteten und Ideen für seine Sketche zu sammeln.
Das 1988 auf dem Platz errichtete Objekt Documenta 2 – Aus dem Museum des Steins von Ulrich Rückriem hat keinerlei Bezug zu Loriot.